# Gyeoul yeonga
Gyeoul yeonga (kor.: 겨울연가, MOCT: Gyeoul yeonga, znany także pod nazwą Winter Sonata) – 20-odcinkowy serial koreański nadawany przez południowokoreańską stację KBS2 od 14 stycznia do 19 marca 2002 roku. Główne role odgrywają w nim Bae Yong-joon oraz Choi Ji-woo. Seria jest drugą częścią tetralogii, której motywem są pory roku (nieoficjalnie znanej jako Endless Love), w reżyserii Yoon Seok-ho.
Powszechnie uznaje się, że serial ten rozpoczął na wielką skalę koreańską falę, która rozpowszechniła modę na seriale koreańskie zarówno w krajach azjatyckich, jak i na całym świecie. Serial został zaadaptowany także jako seria anime, manga oraz musical.

## Fabuła
Kang Joon-sang, syn znanej artystki, przenosi się z Seulu do małego miasteczka Chuncheon, ponieważ pragnie odnaleźć swojego biologicznego ojca. Pomimo bycia wyróżniającym się uczniem jest cichym i zamkniętym w sobie nastolatkiem. Joon-sang przeżywa pewnego rodzaju kryzys egzystencjalny z powodu ojca którego nigdy nie miał i wierzy, że nikt go nie kocha.
Któregoś dnia, w drodze do szkoły jego koleżanka z klasy, Yoo-jin, siedząc obok niego w autobusie zasypia mu na ramieniu. Wkrótce Joon-sang zakochuje się w Yoo-jin, z wzajemnością. Ich uczucie zostaje jednak wkrótce zerwane, gdy Joon-sang zostaje ciężko ranny w wypadku i z powodu obrażeń cierpi na amnezję, nie będąc w stanie przypomnieć sobie czegokolwiek sprzed wypadku.
Matka Joon-sanga, pragnąca miłości i akceptacji syna wysyła go do psychologa, który pomaga mu stworzyć sobie nową osobowość, następnie wraz z synem wyjeżdża do Stanów Zjednoczonych, gdzie ten rozpoczyna nowe życie pod zmienionym imieniem Lee Min-hyeong. Jego przyjaciele i nauczyciele są przekonani że Joon-sang nie żyje.
Dziesięć lat później, Min-hyeong jest uznanym architektem. Jest kompletnie innym człowiekiem, jest otwarty i życzliwy. Powraca do Korei by zająć się projektem przebudowy resortu narciarskiego. W dniu jego powrotu mija na ulicy Yoo-jin, która zaręczona jest ze swoim przyjacielem Sang-hyeokiem. To sprawia, że dziewczyna zaczyna wahać się czy na pewno powinna wyjść za Sang-hyeoka. Wkrótce okazuje się, że firma projektująca wnętrza, w której pracuje Yoo-jin wygrywa przetarg i rozpoczyna współpracę z Min-hyeongiem.

## Obsada
- Bae Yong-joon jako Kang Joon-sang / Lee Min-hyeong
- Choi Ji-woo jako Jeong Yoo-jin
- Park Yong-ha jako Kim Sang-hyeok
- Park Sol-mi jako Oh Chae-rin
- Lee Hye-eun jako Kong Jin-sook
- Ryu Seung-soo jako Kwon Yong-gook
- Kwon Hae-hyo jako pan Kim
- Song Ok-sook jako Kang Mi-hee, matka Joon-sanga
- Jung Dong-hwan jako Kim Jin-woo, ojciec Sang-hyeoka
- Kim Hae-sook jako Lee Yeong-hee, matka Yoo-jin
- Ha Ji-hye jako Jeong Hee-jin, młodsza siostra Yoo-jin
- Jung Won-joong jako Park Jong-ho, „Gargamel”
- Jang Hang-sun jako nadzorca Min
- Lee Hyo-chun jako Park Ji-young, matka Sang-hyeoka
- Park Hyun-sook jako Lee Jeong-ah, koleżanka z pracy Yoo-jin
- Son Jong-bum jako kolega z pracy Yoo-jin
- Yoo Yul jako spiker radiowy
- Maeng Ho-rim jako doktor Ahn
- Ha Jae-young jako Jeong Hyeon-soo, ojciec Yoo-jin

## Ścieżka dźwiękowa[2]
| 겨울연가 Original Television Soundtrack | 겨울연가 Original Television Soundtrack                  | 겨울연가 Original Television Soundtrack | 겨울연가 Original Television Soundtrack |
| Nr                                      | Tytuł utworu                                             | Muzyka                                  | Długość                                 |
| --------------------------------------- | -------------------------------------------------------- | --------------------------------------- | --------------------------------------- |
| 1.                                      | „Cheoeumbuteo jigeumkkaji” (처음부터지금까지)            | Ryu                                     | 4:29                                    |
| 2.                                      | „My Memory, Pt. 1”                                       | Ryu                                     | 4:10                                    |
| 3.                                      | „Cheoeum” (처음)                                         | Ryu                                     | 3:20                                    |
| 4.                                      | „Geudaeman-i” (그대만이)                                 | Ryu                                     | 4:04                                    |
| 5.                                      | „Cheoeumbuteo jigeumkkaji” (처음부터지금까지)            | Park Jung-won                           | 4:30                                    |
| 6.                                      | „My Memory, Pt. 2”                                       | Park Jung-won                           | 4:26                                    |
| 7.                                      | „Bonael su eobsneun salang” (보낼수없는사랑)             | Kim Wan-sun                             | 4:39                                    |
| 8.                                      | „Sijag” (시작)                                           | Park Jung-won                           | 3:51                                    |
| 9.                                      | „Geudaeman-i, Pt. 2” (그대만이, Pt. 2)                   | Park Jung-won                           | 4:18                                    |
| 10.                                     | „My Memory” (Piano Version)                              | Park Jung-won                           | 4:22                                    |
| 11.                                     | „Itjima” (잊지마)                                        | Ryu                                     | 3:52                                    |
| 12.                                     | „Gieogsog-eulo” (기억속으로)                             | Park Jung-won                           | 4:23                                    |
| 13.                                     | „Yeon-in (Chineses Version)” (연인 (Chineses Version))   | Park Jung-won                           | 4:25                                    |
| 14.                                     | „Jebikkoch, Pt. 1” (제비꽃, Pt. 1)                       | Ryu                                     | 4:42                                    |
| 15.                                     | „Geudaeman-i (Piano Version)” (그대만이 (Piano Version)) | Park Jung-won                           | 4:19                                    |
| 16.                                     | „Cheoeum (Piano Version)” (처음 (Piano Version))         | Park Jung-won                           | 3:19                                    |
| 17.                                     | „Jebikkoch, Pt. 2” (제비꽃, Pt. 2)                       | Park Jung-won                           | 4:39                                    |
|                                         |                                                          |                                         | 1:11:48                                 |

## Powiązane

### Anime
Na podstawie serialu powstała adaptacja w formie anime, które zostało zatytułowane Fuyu no sonata ～Mō hitotsu no monogatari～ (jap. 冬のソナタ～もうひとつの物語～). Było emitowane na kanale DATV od 17 października 2009 roku. Reżyserią serii zajął się Ahn Jae-hoon, natomiast scenariusz napisał Kim Hyeong-wan. Oryginalne dialogi do adaptacji zostały napisane i nagrane w języku koreańskim, dołączając napisy w języku japońskim. 
Z pierwotnej obsady serialu do swych ról powrócili Bae oraz Choi, który odgrywali głównych bohaterów. Rola Sang-hyeoka, którą pierwotnie odgrywał Park Yong-ha, została obsadzona przez Kang Yo-hwana, natomiast głos Chae-rin podłożyła Lee Se-na w zastępstwie Park Sol-mi. Ostatnia scena w ostatnim odcinku została odegrana z udziałem aktorów (live-action).

#### Lista odcinków
| N/o | Tytuł                                                                              | Premiera               |
| --- | ---------------------------------------------------------------------------------- | ---------------------- |
| 0   | Hatsuyuki no negai (初雪の願い)                                                    | 25 sierpnia 2010 (DVD) |
| 1   | Shirokuro shashin (白黒写真)                                                       | 17 października 2009   |
| 2   | Kage no kuni (影の国)                                                              | 24 października 2009   |
| 3   | Hajimete (初めて)                                                                  | 31 października 2009   |
| 4   | Mamorenai yakusoku (守れない約束)                                                  | 7 listopada 2009       |
| 5   | Anata o mita no wa, yumedatta no ka na (あなたを見たのは、夢だったのかな)          | 14 listopada 2009      |
| 6   | Anata ni aitakute (あなたに逢いたくて)                                             | 21 listopada 2009      |
| 7   | Kanojo o omoidasenai otoko (彼女を思いだせない男)                                  | 28 listopada 2009      |
| 8   | Uso (嘘)                                                                           | 5 grudnia 2009         |
| 9   | Ushinawareta jikan no naka no boku (失われた時間の中の僕)                          | 12 grudnia 2009        |
| 10  | Ushinawareta jikan no naka no boku II (失われた時間の中の僕 II)                    | 19 grudnia 2009        |
| 11  | Hatsukoi ga mōichido watashi o yondara (初恋がもう一度私を呼んだら)                | 26 grudnia 2009        |
| 12  | Jū-nen machi tsudzuketa koi (十年待ち続けた恋)                                     | 9 stycznia 2010        |
| 13  | Karappo no namae (からっぽの名前)                                                  | 16 stycznia 2010       |
| 14  | Polaris Porarisu (ポラリス)                                                        | 23 stycznia 2010       |
| 15  | Saigo no kioku no kakera (最後の記憶のかけら)                                      | 30 stycznia 2010       |
| 16  | Saigo no kioku no kakera II (最後の記憶のかけら II)                                | 13 lutego 2010         |
| 17  | Futari no hajimete no umi soshite saigo no umi (ふたりの初めての海 そして最後の海) | 20 lutego 2010         |
| 18  | Fuyu ga yogireba subete kieru (冬が過ぎればすべて消える)                           | 27 lutego 2010         |
| 19  | As Tears Go By 〜 namidaafurete 〜 (As Tears Go By 〜涙あふれて〜)                 | 6 marca 2010           |
| 20  | Fukanō na ie (不可能な家)                                                          | 13 marca 2010          |
| 21  | Aratana tabidachi (新たな旅立ち)                                                   | 20 marca 2010          |
| 22  | Hatsukoi (初恋)                                                                    | 27 marca 2010          |
| 23  | Hatsukoi II (初恋 II)                                                              | 10 kwietnia 2010       |
| 24  | A Winter Shade of Pale 〜aoi kage〜 (A Winter Shade of Pale 〜青い影〜)            | 17 kwietnia 2010       |
| 25  | Saisho kara ima made (最初から今まで)                                              | 24 kwietnia 2010       |
| 26  | Hidden Track 〜Eien no ai〜 (Hidden Track 〜永遠の愛〜)                            | 1 maja 2010            |

#### Ścieżka dźwiękowa anime
Wydano dwie płyty ze ścieżką dźwiękową, które zawierały utwory napisane na potrzeby anime. Zostały zatytułowane kolejno Anime Fuyu na Sonata Original Soundtrack Vol.1 (jap. アニメ「冬のソナタ」オリジナル・サウンドトラック Vol.1) oraz Anime Fuyu na Sonata Original Soundtrack Vol.2 (jap. アニメ「冬のソナタ」オリジナル・サウンドトラック Vol.2). Pierwsza z płyt została wydana 25 listopada 2009 roku, druga zaś 21 kwietnia 2010 roku.
| Anime Fuyu na Sonata Original Soundtrack Vol.1 | Anime Fuyu na Sonata Original Soundtrack Vol.1                                    | Anime Fuyu na Sonata Original Soundtrack Vol.1 |
| Nr                                             | Tytuł utworu                                                                      | Długość                                        |
| ---------------------------------------------- | --------------------------------------------------------------------------------- | ---------------------------------------------- |
| 1.                                             | „Saisho kara ima made (Instrumental 2009)” (最初から今まで (Instrumental 2009))   |                                                |
| 2.                                             | „Saraghamunida:Hajimete 2” (サランハムニダ:初めて2)                               |                                                |
| 3.                                             | „Tatta ippo dake demo” (たった一歩だけでも)                                       |                                                |
| 4.                                             | „Itsudemo tada kimi o” (いつでもただ君を)                                         |                                                |
| 5.                                             | „Kikinarenai koe” (聞きなれない声)                                                |                                                |
| 6.                                             | „Koritsuita shisen” (凍りついた視線)                                              |                                                |
| 7.                                             | „To My Dearest”                                                                   |                                                |
| 8.                                             | „Saraghamunida:Hajimete 2 (New Age Ver.)” (サランハムニダ:初めて2 (New Age Ver.)) |                                                |
| 9.                                             | „Aitai” (逢いたい)                                                                |                                                |
| 10.                                            | „Mystery Episodes”                                                                |                                                |
| 11.                                            | „Kori no mizumi” (氷の湖)                                                         |                                                |
| 12.                                            | „RUN”                                                                             |                                                |
| 13.                                            | „Sonata (Renka)” (ソナタ(恋歌))                                                   |                                                |
| 14.                                            | „Saisho kara ima made” (最初から今まで)                                           |                                                |

| Anime Fuyu na Sonata Original Soundtrack Vol.2 | Anime Fuyu na Sonata Original Soundtrack Vol.2                                       | Anime Fuyu na Sonata Original Soundtrack Vol.2 | Anime Fuyu na Sonata Original Soundtrack Vol.2 |
| Nr                                             | Tytuł utworu                                                                         | Muzyka                                         | Długość                                        |
| ---------------------------------------------- | ------------------------------------------------------------------------------------ | ---------------------------------------------- | ---------------------------------------------- |
| 1.                                             | „Yuki no mori” (雪の森)                                                              | Choi Chul-ho, Kim Jong-chun                    | 3:53                                           |
| 2.                                             | „Saranhamunida: Hajimete 2 (Humming Ver.)” (サランハムニダ:初めて2 (Humming Ver.))   | Yoo Hae-joon                                   | 2:24                                           |
| 3.                                             | „Todokanai omoi” (届かない想い)                                                      | Kang Yo-hwan                                   | 4:30                                           |
| 4.                                             | „Mafuyu no sanpomichi” (真冬の散歩道)                                                | Yoshida Takashi                                | 3:45                                           |
| 5.                                             | „Kioku to negai” (記憶と願い)                                                        | Kim Jong-chun                                  | 2:45                                           |
| 6.                                             | „Odoranai orugōru” (踊らないオルゴール)                                              | Choi Chul-ho, Kim Jong-chun                    | 2:46                                           |
| 7.                                             | „Saranhamunida: Hajimete 2 (Clarinet Ver.)” (サランハムニダ:初めて2 (Clarinet Ver.)) | Yoo Hae-joon                                   | 2:24                                           |
| 8.                                             | „Polaris”                                                                            | Yuriko Nakamura                                | 5:46                                           |
| 9.                                             | „Omoidedzukuri” (思い出づくり)                                                       | Yoo Hae-joon                                   | 0:54                                           |
| 10.                                            | „Invisible Love”                                                                     | Cha Yeo-wool                                   | 4:28                                           |
| 11.                                            | „Saranhamunida: Hajimete 2 (Classic Ver.)” (サランハムニダ:初めて2 (Classic Ver.))   | Yoo Hae-joon                                   | 3:14                                           |
| 12.                                            | „Sonata (renka) (Strings Inst Ver.)” (ソナタ (恋歌) (Strings Inst Ver.))             | Yoo Hae-joon                                   | 3:23                                           |
| 13.                                            | „Kimi to eien ni” (君と永遠に)                                                       | Shin Min-chul (T-Max)                          | 3:33                                           |
| 14.                                            | „Believe you”                                                                        | Yoonji                                         | 5:48                                           |
|                                                |                                                                                      |                                                | 49:33                                          |

### Manga
Powstała także adaptacja w postaci mangi, zatytułowana Fuyu no Sonata (jap. 冬のソナタ), która wykorzystała kadry z serialu jako okładki.
| Nr | Data wydania (język japoński) | ISBN (język japoński) |
| -- | ----------------------------- | --------------------- |
| 1  | 8 lipca 2004                  | ISBN 4-776713-29-2    |
| 2  | 8 lipca 2004                  | ISBN 4-776713-30-6    |
| 3  | 20 sierpnia 2004              | ISBN 4-776713-31-4    |
| 4  | 20 października 2004          | ISBN 4-776714-16-7    |
| 5  | 20 grudnia 2004               | ISBN 4-776714-49-3    |
| 6  | 1 marca 2005                  | ISBN 4-776715-55-4    |
| 7  | 28 kwietnia 2005              | ISBN 4-776715-84-8    |
| 8  | 30 czerwca 2005               | ISBN 4-776716-55-0    |

### Musicale
Na podstawie serialu powstał musical, który miał swoją premierę w 2006 roku. Został on wystawiony w Sapporo, w Tokio i Osace. Musical ten był wystawiany również w Busan i Seulu od grudnia 2010 roku do lutego 2011 roku.
W ramach obchodów dziesiątej rocznicy powstania serialu powstała nowa wersja adaptacji w formie musicalu. Kolejne przedstawienia odbywały się w Seulu od 27 września 2011 roku do 18 marca 2012 roku. Producentem tego musicalu był Yoon Seok-ho, reżyser serialu. Dyrektorem artystycznym produkcji była Yoo Hee-sung, natomiast muzykę napisała Oh Eun-hee. W rolę Yoo-jin wcieliła się Choi Soo-jin.

## Odbiór
Powszechnie uznaje się, że serial ten rozpoczął na wielką skalę koreańską falę, osiągając rekordy popularności w wielu azjatyckich krajach, takich jak Japonia, Tajwan, Tajlandia, Singapur czy Filipiny. Serial zmienił także wizerunek Korei w Japonii i zapoczątkował kilka trendów w modzie w wielu krajach azjatyckich. Dostrzegając wpływ kulturalny i polityczny jaki osiągnął serial, Ministerstwo Kultury i Turystyki uhonorowało reżysera Yun Seok-hoka prestiżową nagrodą prezydenta za wkład w promowanie produktów kulturowych za granicą. Reżyser został uhonorowany nagrodą osoba roku w 2004 roku przez UNESCO.
Z powodu emisji serialu ilość odwiedzających wyspę Namiseom w Chuncheon, gdzie wykonano zdjęcia do serialu, zwiększyła się z 270 tysięcy osób w 2001 roku do ponad 650 tysięcy w 2002 roku. W 2011 roku wyspę odwiedziło 2,3 miliona osób w tym 420 tysięcy osób pochodziło spoza Korei. W Chuncheon znajduje się także pomnik głównych bohaterów serialu.
Serial ze szczególną popularnością spotkał się w Japonii, gdzie oglądalność serialu sięgała 20% w 2003 roku i seria szybko zyskała status kultowej. Stacja NHK, na której był emitowany, zarobiła 3,5 miliona dolarów sprzedając gadżety związane z serialem oraz powiązane z nim adaptacje. Sprzedano 330 tysięcy płyt DVD i ponad 1,2 miliona książkowej adaptacji serialu. 
Aktor Bae Yong-joon, odgrywający rolę głównego bohatera, zyskał natychmiastową i ogromną sławę; stał się szczególnie popularny wśród kobiet w średnim wieku. Gdy po raz pierwszy odwiedzał Japonię w 2004 roku, na lotnisku w ramach powitania zgromadziło się ponad 3000 kobiet, których pilnowało 350 policjantów. Jun’ichirō Koizumi, ówczesny premier Japonii, wypowiedział się, że aktor jest w Japonii bardziej popularny niż on sam.

### Wpływ w kulturze
- W piątym odcinku pierwszego sezonu anime Da Capo II, dwójka głównych bohaterów ogląda film nazwany Fuyu no Anata (jap. 冬のアナタ), co jest ewidentnym nawiązaniem do japońskiego tytułu serialu Fuyu no Sonata (jap. 冬のソナタ), szczególnie, że zostaje wykorzystany ten sam font i okładka pierwszego tomu mangi powstałej na podstawie serialu jako plakat tego filmu.
- Powstał także indonezyjski remake serialu, zatytułowany Moy I Love You.
- Słowne nawiązanie do serialu można znaleźć także w piątym odcinku serialu Kill Me, Heal Me.
- W odcinku Candy, Quahog Marshmallow serialu Family Guy Peter, Cleveland i Joe mają obsesje na punkcie serialu zatytułowanego Winter Summer, który jest parodią serialu Winter Sonata[20].

## Nagrody
| Rok  | Ceremonia                | Kategoria         | Nominowany   | Rezultat | Źródło |
| ---- | ------------------------ | ----------------- | ------------ | -------- | ------ |
| 2002 | 38. Baeksang Arts Awards | Najlepszy reżyser | Yoon Seok-ho | Wygrana  | [ 14 ] |